# هامر (النرويج)
هامر : مدينة تقع إدارياً ضمن مقاطعة إينلاندت في النرويج. وتبلغ مساحتها 350.94 كم².